# Орільська селищна рада
Орі́льська се́лищна ра́да — адміністративно-територіальна одиниця та орган місцевого самоврядування в Лозівському районі Харківської області. Адміністративний центр — селище міського типу Орілька.

## Загальні відомості
Орільська сільська рада утворена у 1919 році. В 1962 році перетворена на Орільську селищну раду.
- Територія ради: 103,955 км²
- Населення ради: 5 421 особа (станом на 2001 рік)
- Територією ради протікає річка Орілька.

## Населені пункти
Селищній раді підпорядковані населені пункти:
- смт Орілька
- с. Запарівка
- с. Захарівське
- с. Українське
- с. Петропілля
- с. Хижняківка
- с. Шугаївка
- с. Яблучне

### Ліквідовані населені пункти
- с. Олександрівка Перша

## Склад ради
Рада складається з 30 депутатів та голови.
- Голова ради: Крикун Іван Олександрович
- Секретар ради: Рясна Алла Іванівна

### Керівний склад попередніх скликань
| Прізвище, ім'я, по батькові | Основні відомості                                                                     | Дата обрання | Дата звільнення |
| --------------------------- | ------------------------------------------------------------------------------------- | ------------ | --------------- |
| Крикун Іван Олександрович   | Селищний голова, 1948 року народження, освіта вища, член Комуністичної партії України | 26.03.2006   | 31.10.2010      |
| Крикун Іван Олександрович   | Селищний голова, 1948 року народження, освіта вища, член Комуністичної партії України | 31.10.2010   |                 |

Примітка: таблиця складена за даними сайту Верховної Ради України

### Депутати
За результатами місцевих виборів 2010 року депутатами ради стали:

#### За суб'єктами висування
| Суб'єкт висування                                       | Кількість обраних депутатів | %    |
| ------------------------------------------------------- | --------------------------- | ---- |
| Комуністична партія України                             | 14                          | 46,7 |
| Партія регіонів                                         | 14                          | 46,7 |
| Народна партія                                          | 1                           | 3,3  |
| Політична партія Всеукраїнське об'єднання «Батьківщина» | 1                           | 3,3  |

#### За округами
| № округу                                                | Прізвище, ім'я, по батькові      | Дата визнання обраним | Освіта  | Партійна приналежність | Відомості про обраного депутата                            |
| ------------------------------------------------------- | -------------------------------- | --------------------- | ------- | ---------------------- | ---------------------------------------------------------- |
| Комуністична партія України                             |                                  |                       |         |                        |                                                            |
| 2                                                       | Оксаченко Анатолій Миколайович   | 02.11.2010            | вища    | позапартійний          | Петропільське НВК, опалювач котельні                       |
| 6                                                       | Рясна Алла Іванівна              | 02.11.2010            | вища    | позапартійна           | Орільська селищна рада, секретар ради                      |
| 7                                                       | Рекунова Олена Романівна         | 02.11.2010            | вища    | позапартійна           | Орільська селищна рада, спеціаліст із призначення субсидій |
| 9                                                       | Шаповал Раїса Іванівна           | 02.11.2010            | вища    | позапартійна           | Орільська загальноосвітня школа № 2, вчитель               |
| 11                                                      | Горчак Руслана Олександрівна     | 02.11.2010            | середня | позапартійна           | Орільське відділення зв'язку, листоноша                    |
| 14                                                      | Лавроненко Світлана Вікторівна   | 02.11.2010            | вища    | позапартійна           | БК «Оріль», акомпаніатор                                   |
| 15                                                      | Гаврилюк Сергій Віталійович      | 02.11.2010            | вища    | позапартійний          | пенсіонер                                                  |
| 16                                                      | Тонконог Іван Вікторович         | 02.11.2010            | вища    | позапартійний          | пенсіонер                                                  |
| 19                                                      | Салабута Надія Василівна         | 02.11.2010            | вища    | позапартійна           | Лозівське КП «Теплові мережі», контролер                   |
| 21                                                      | Гуляк Вікторія Вікторівна        | 02.11.2010            | вища    | позапартійна           | приватний підприємець                                      |
| 22                                                      | Іщенко Валентина Анатоліївна     | 02.11.2010            | середня | позапартійна           | КП «Орільське», робоча                                     |
| 23                                                      | Карпець Галина Григорівна        | 02.11.2010            | середня | позапартійна           | пенсіонер                                                  |
| 24                                                      | Йогін Микола Михайлович          | 02.11.2010            | вища    | позапартійний          | Лозівський РВ АК «Харківобленерго», електрик               |
| 26                                                      | Удовиченко Лідія Володимирівна   | 02.11.2010            | вища    | позапартійна           | КП «Орільське», головний бухгалтер                         |
| Народна Партія                                          |                                  |                       |         |                        |                                                            |
| 12                                                      | Джулік Любов Григорівна          | 02.11.2010            | вища    | позапартійна           | Орільська селищна рада, економіст                          |
| Партія регіонів                                         |                                  |                       |         |                        |                                                            |
| 1                                                       | Оксаченко Поліна Анатоліївна     | 02.11.2010            | вища    | позапартійна           | Петропільська сільська бібліотека, завідувачка бібліотеки  |
| 3                                                       | Луцьковська Маргарита Василівна  | 02.11.2010            | вища    | позапартійна           | ДНЗ «Калинка», бухгалтер                                   |
| 4                                                       | Гулій Андрій Іванович            | 02.11.2010            | вища    | позапартійний          | Орільський елеватор, директор                              |
| 5                                                       | Рудь Ольга Олександрівна         | 02.11.2010            | вища    | позапартійна           | ДНЗ «Калинка», вихователь                                  |
| 8                                                       | Бассараб Жанна Миколаївна        | 02.11.2010            | вища    | позапартійна           | Орільська селищна рада, завгосп                            |
| 10                                                      | Юдчиц Інна Іванівна              | 02.11.2010            | вища    | позапартійна           | ЛРЦСССДМ, головний спеціаліст                              |
| 13                                                      | Журавель Олег Миколайович        | 02.11.2010            | вища    | позапартійний          | ТОВ «Орільське ХПП», майстер                               |
| 17                                                      | Черненко Ірина Вікторівна        | 02.11.2010            | вища    | позапартійна           | ТОВ «Славія»                                               |
| 18                                                      | Паращенко Василь Гордійович      | 02.11.2010            | вища    | позапартійний          | пенсіонер                                                  |
| 20                                                      | Горденко Сергій Миколайович      | 02.11.2010            | вища    | позапартійний          | ТОВ «Славія», головний інженер                             |
| 25                                                      | Скобликова Наталія Володимирівна | 02.11.2010            | вища    | позапартійна           | Орільська селищна рада, головний бухгалтер                 |
| 27                                                      | Криченкова Наталія Йосипівна     | 02.11.2010            | вища    | позапартійна           | Орільське ПВ, завідувачка                                  |
| 28                                                      | Неводнічек Олена Іванівна        | 02.11.2010            | середня | позапартійна           | ТОВ «Лихачовський елеватор», робоча                        |
| 29                                                      | Бортник Валентина Артемівна      | 02.11.2010            | вища    | позапартійна           | Український НВК, вчитель                                   |
| Політична партія Всеукраїнське об'єднання «Батьківщина» |                                  |                       |         |                        |                                                            |
| 30                                                      | Бовкун Сергій Іванович           | 02.11.2010            | середня | позапартійний          | Лозівська філія ВАТ «Укртелеком», електрик                 |